# Augustine Dunn
Augustine Dunn (* 20. října 1993 Francie) je český zpěvák, herec, skladatel a frontman skupiny The Silver Spoons, která je tvůrcem hitu "He's Got My Money Now" z roku 2018.
Do České republiky se s rodiči a pěti sourozenci přistěhoval, když mu bylo devět let. Ihned po přestěhování studoval na českých školách a k tomu dálkově studoval francouzskou školu, ale toto kombinované studium opustil. Nyní studuje na Fakultě humanitních studií Univerzity Karlovy.

## Ocenění
- 2019 - Nejúspěšnější mladý autor populární hudby (Výroční ceny OSA)()